# Église Saint-André d'Angoulême
Pour les articles homonymes, voir église Saint-André.
L’église Saint-André est une église paroissiale située dans le centre historique d’Angoulême, dans le département français de la Charente et le diocèse d’Angoulême.
Construite à partir du XIIe siècle, c’est une des plus anciennes églises de la cité, avec la cathédrale Saint-Pierre toute proche. Conservant une collection de tableaux des XVIe, XVIIe, XVIIIe et XIXe siècles, un retable et une chaire baroque en bois sculpté, elle fait l’objet d’une inscription au titre des monuments historiques depuis 1951.

## Historique

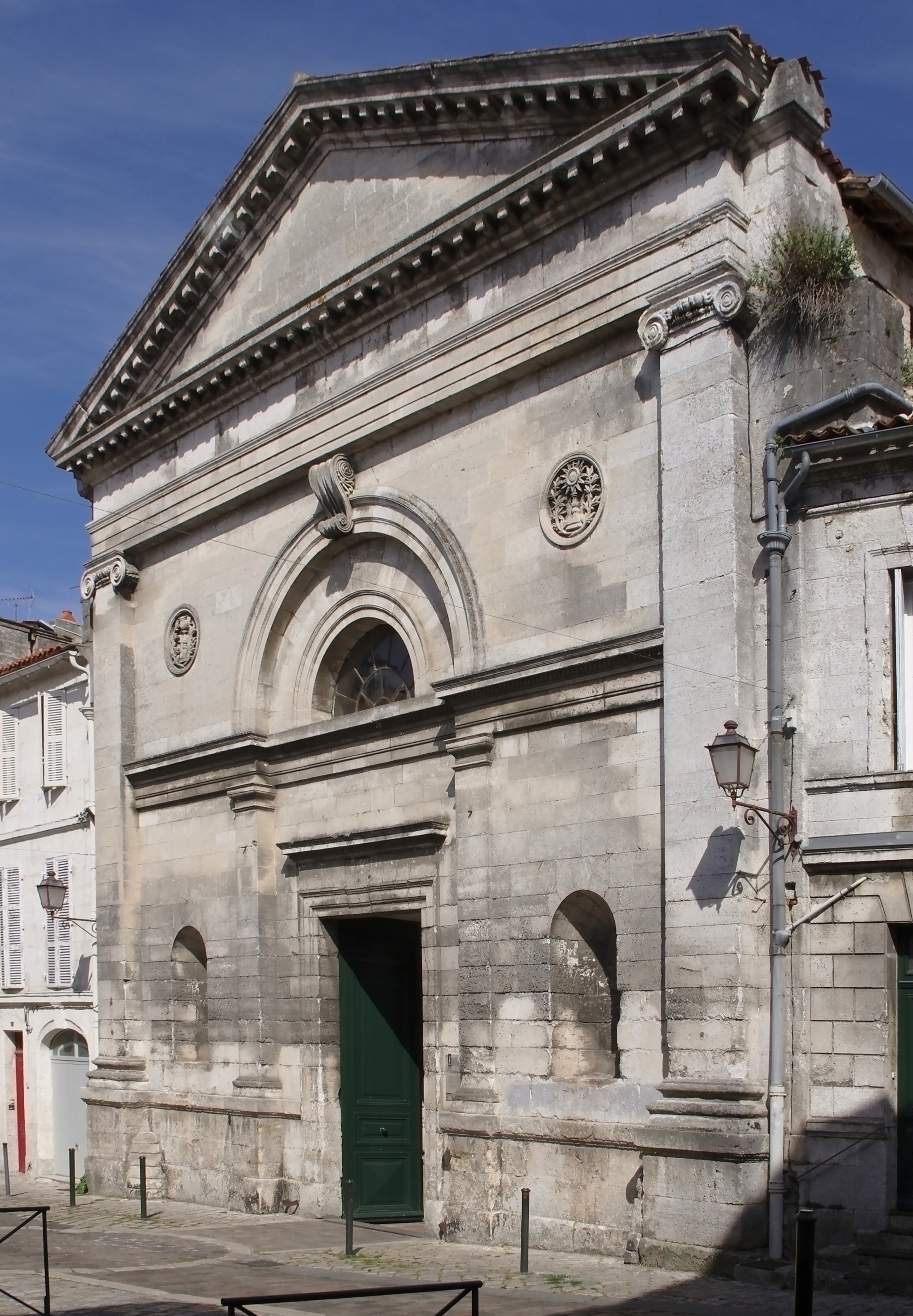
La façade néo-classique.

Une première église Saint-André est mentionnée dans une charte datée de 1020, mais il n’en subsiste plus aucun vestige. La construction du sanctuaire actuel est entreprise au XIIe siècle, époque marquée par un épanouissement exceptionnel de l’architecture religieuse. De nombreuses églises sont construites ou reconstruites afin de répondre à la croissance de la population et, par conséquent, du nombre de fidèles. L’église primitive semble avoir été un édifice relativement modeste, attenant au palais des comtes Taillefer.
Sérieusement endommagée durant la guerre de Cent Ans, une grande campagne de modernisation est mise en œuvre dans la seconde moitié du XVe siècle. Dans sa partie orientale, le vaisseau unique se voit adjoindre deux bas-côtés, plusieurs chapelles sont édifiées (subsistent celles des Boissot et des De Paris), et des croisées d’ogives sont posées.
Victime de nouvelles déprédations au moment des guerres de Religion, en particulier lors de la prise de la ville par les troupes de Coligny en 1568, elle est restaurée à partir de 1585. La remise en état des voûtes (inspirées du style Plantagenêt) intervient à partir de 1653 (année de la signature du contrat de maçonnerie entre Jean Thomas des Bertonnières, curé de Saint-André, et Jean Ancelin, architecte). Les travaux avancent lentement, et les voûtes romanes de la nef ne sont pas relevées avant mars 1668, soit un siècle après leur destruction.
En 1825, Paul Abadie père édifie une nouvelle façade, dans un style sévère inspiré, comme nombre de ses œuvres (palais de justice d’Angoulême, église Saint-Jacques de l'Houmeau, hôpital de Beaulieu, lycée Guez-de-Balzac) par l’art antique.

## Architecture

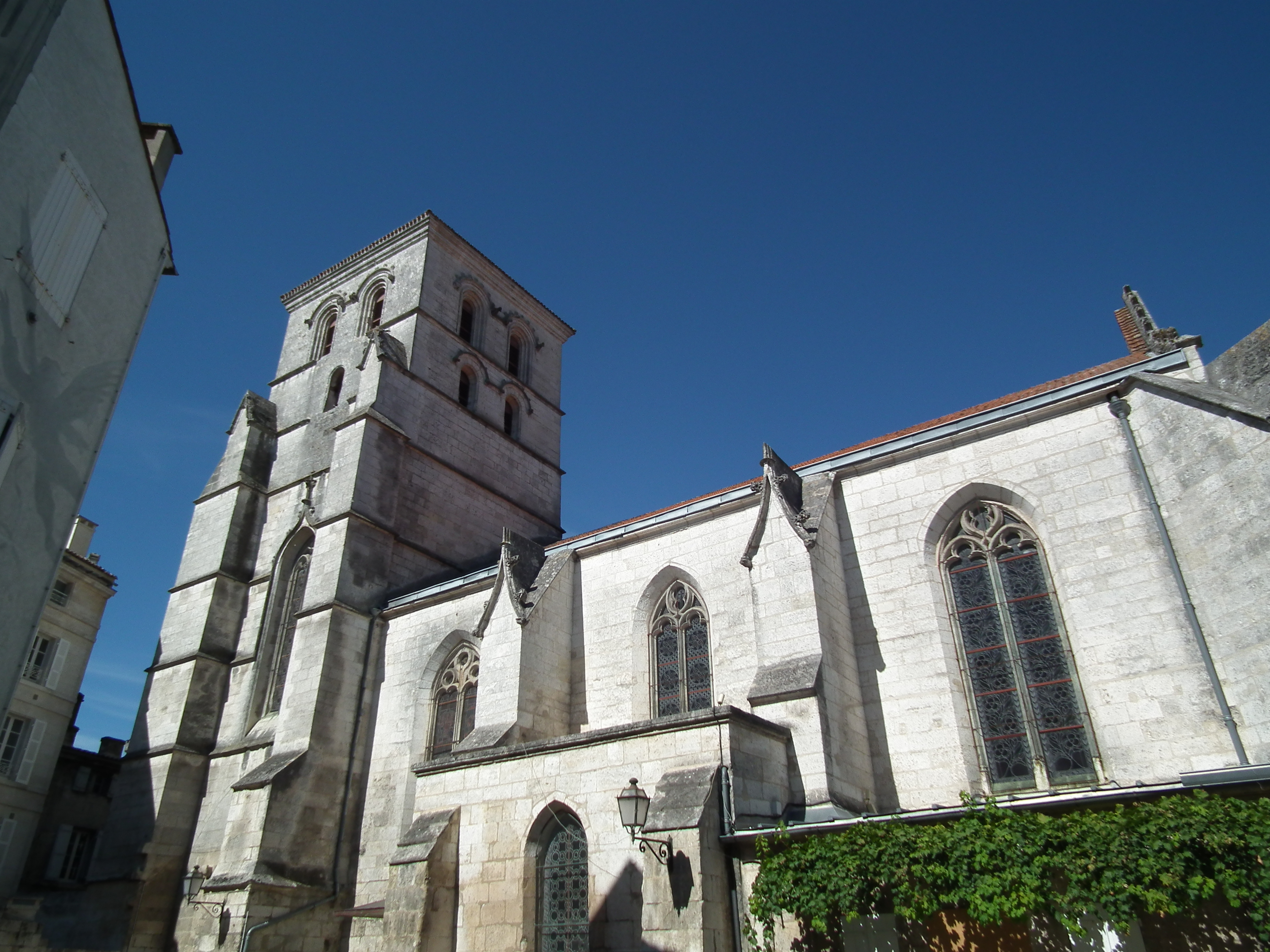
Vue latérale de l’édifice.

L’église Saint-André se caractérise par son architecture hétéroclite, qui s’explique par son histoire mouvementée, du XIIe au XIXe siècle. La façade est la partie la plus récente, puisqu’elle ne date que de 1825. Caractéristique des tendances néo-classiques, chères à son architecte Paul Abadie père, elle se rapproche, par certains aspects, des arcs de triomphe de l’Antiquité. Pilastres, chapiteaux ioniques et fronton triangulaire participent également à ce renouveau du vocabulaire stylistique antique. De part et d’autre du portail, deux niches accueillent des statues de saint André (patron de la paroisse) et de saint Paul (évocation d’une ancienne église paroissiale placée sous ce vocable et détruite pendant la Révolution).
L’avant-nef (en réalité une partie de la nef de l’église médiévale) est au contraire la partie la plus ancienne, datant du XIIe siècle. Ses murs gouttereaux sont rythmés de grandes arcades, et sa voûte en plein cintre, portée par des arcs doubleaux légèrement brisés, est caractéristique de l’architecture romane de cette époque. Le contraste avec la nef proprement dite, reconstruite au XVIe siècle, est d’autant plus frappant. Constituée de quatre travées couvertes de croisées d’ogives bombées (voûtes dites « angevines » ou « Plantagenêt »), bordée de bas-côtés et de deux chapelles couvertes de voûtes d’ogives à liernes et tiercerons et de clefs pendantes, dans la plus pure tradition du gothique flamboyant, elle est éclairée par une série de baies.
Plusieurs autres chapelles complétaient autrefois cet ensemble, telle la chapelle des Houlier (dite aussi Notre-Dame-de-l’Annonciation), fondée vers 1613 et qui se trouvait dans la partie orientale du bas-côté sud, ou la chapelle des Corliot, située près du mur ouest, dans la partie romane de l’édifice. Elles ont aujourd’hui entièrement disparu. La chapelle Notre-Dame-des-Marchands (ou du Petit-Cimetière), qui s’élevait à proximité immédiate de l’église Saint-André, a connu un sort analogue.
Le clocher, modeste par ses dimensions, s’élève néanmoins à près de 35 mètres. Il abrite un carillon de sept cloches, dont un bourdon, fondu en 1550, qui servit longtemps soit à signaler les réunions des échevins, soit à sonner le tocsin en cas de péril (guerre, mais aussi incendies par exemple).
À proximité immédiate de l'église, dans le square Saint-André, se dresse une supposée lanterne des morts du XIIe siècle. Selon d'autres sources, il s'agirait d'une ancienne cheminée du palais Taillefer (XIIe siècle) récupérée et installée au chevet de l'église par la municipalité au XIXe siècle.

### Mobilier
Le mobilier est notamment constitué d’une collection de tableaux allant du XVIe au XIXe siècle. Parmi les principales œuvres, un « Martyre de sainte Ursule » du XVIe siècle, une « Adoration des bergers », peinture de l’école italienne inspirée de Baroccio, une « Adoration des Mages », une « Sainte Isabelle de Hongrie donnant l’aumône aux pauvres » et une « Assomption de la Vierge », tableaux de l’école française datant du XVIIe siècle. Se détachent également un « Saint Wolfgang apparaissant à saint Henri » de Claude Vignon (1593-1670) et un « Baptême du Christ » de François Nicollet (1762-1833),.
Au fond de l’église, le maître-autel en marbre abrite des reliques de saint André. Le regard se porte vers le retable, don de Jean Dussieux de Chabrefy, désireux de « laisser a la posteritte des marques de la piete, affection et charitte quit a tousjours heu pour sa parroisse et leglize de St Andre, ce que la fureur des heretiques avoient ruine ». Réalisé par François et Mathurin Cazier en 1669, il représente, au centre, la Vierge Marie, à droite, saint Jean et à gauche, saint André portant sa croix. Parfaitement représentatif de l’art baroque, il est encadré de colonnes torses, de tiges de vignes sculptées et est orné à sa base d’une croix de saint André et des armes de la famille des De Paris de L’Épineuil. Il est classé monument historique au titre d’objet depuis 1962.
Enfin, la chaire, chef-d’œuvre de l’art baroque, a été réalisée en 1692 par Jacques Rogier. Elle se compose de quatre panneaux, où sont représentés les symboles des évangélistes : un bœuf (Luc), un ange (Matthieu), un aigle (Jean) et un lion (Marc) ; d’une rampe d’accès où sont représentés les symboles des apôtres : un bâton de pèlerin (Jacques), des clés (Pierre), un glaive (Paul) et une croix (André) ; et d’un abat-voix surmonté d’une couronne (qui serait celle des comtes Taillefer ou du Christ-Roi), porté par des Atlantes. Elle est classée monument historique au titre d’objet depuis 1962.

Mobilier de l’église
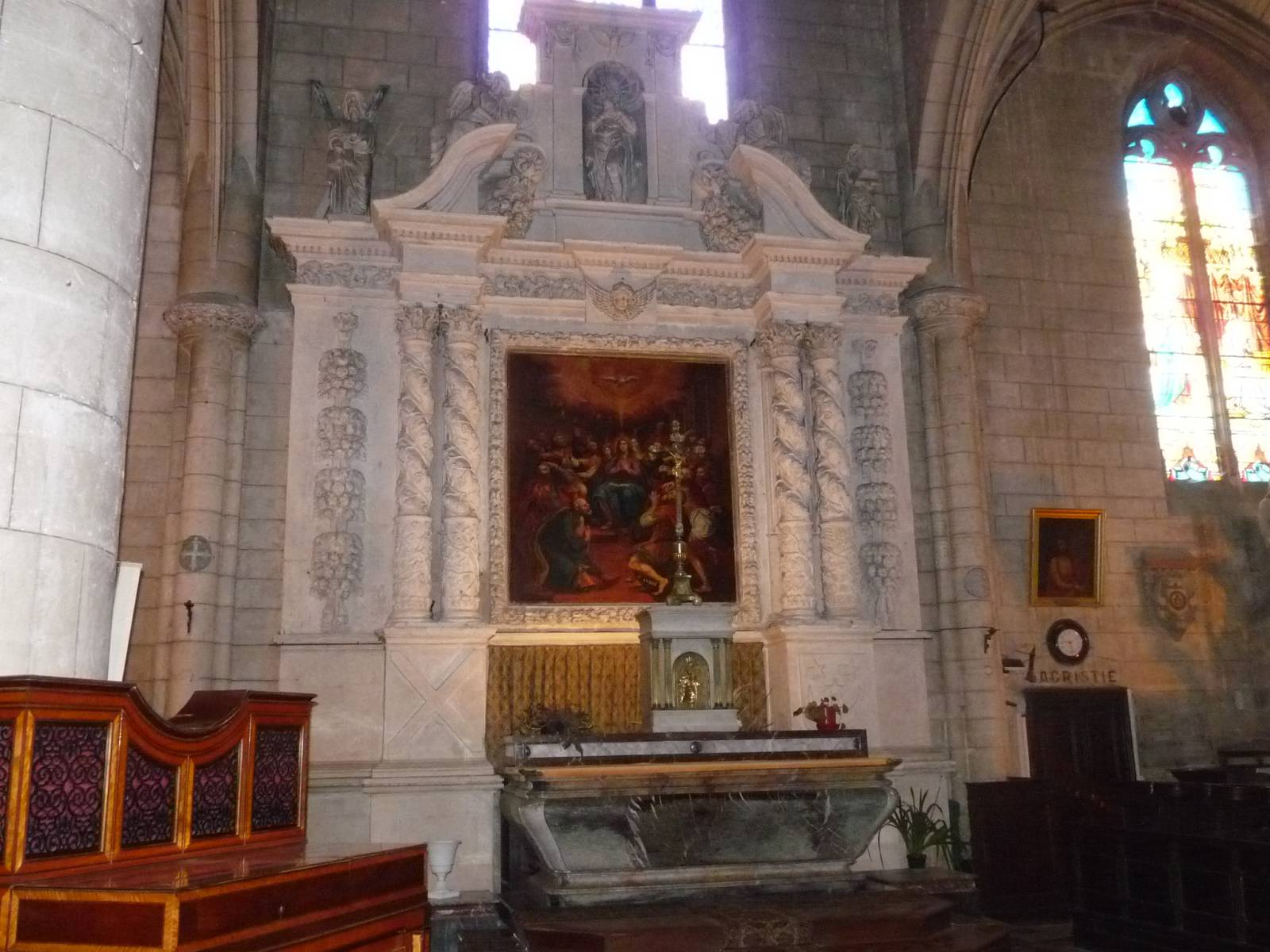
L’autel en marbre et le retable.
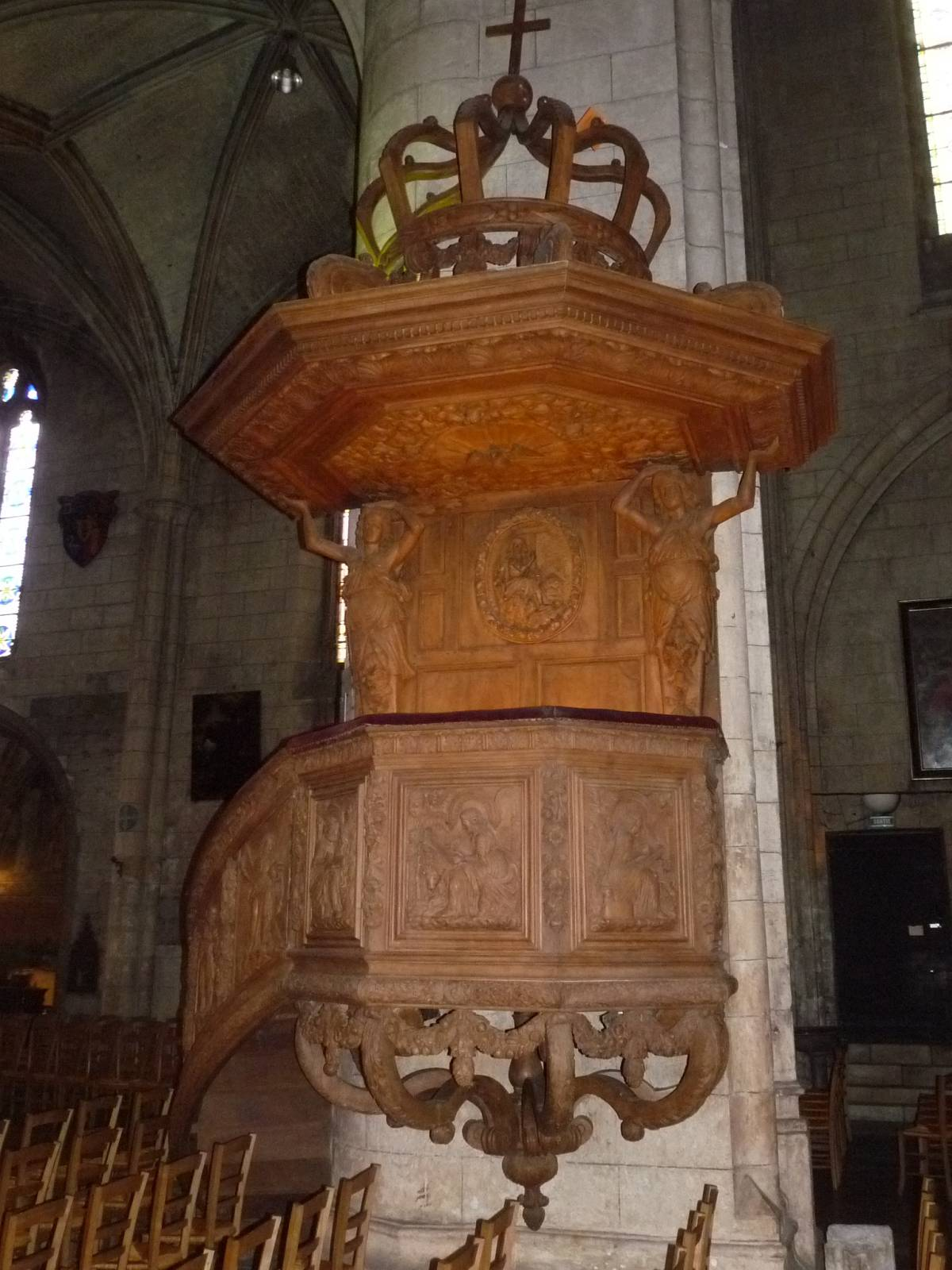
La chaire.

## Galerie de photos

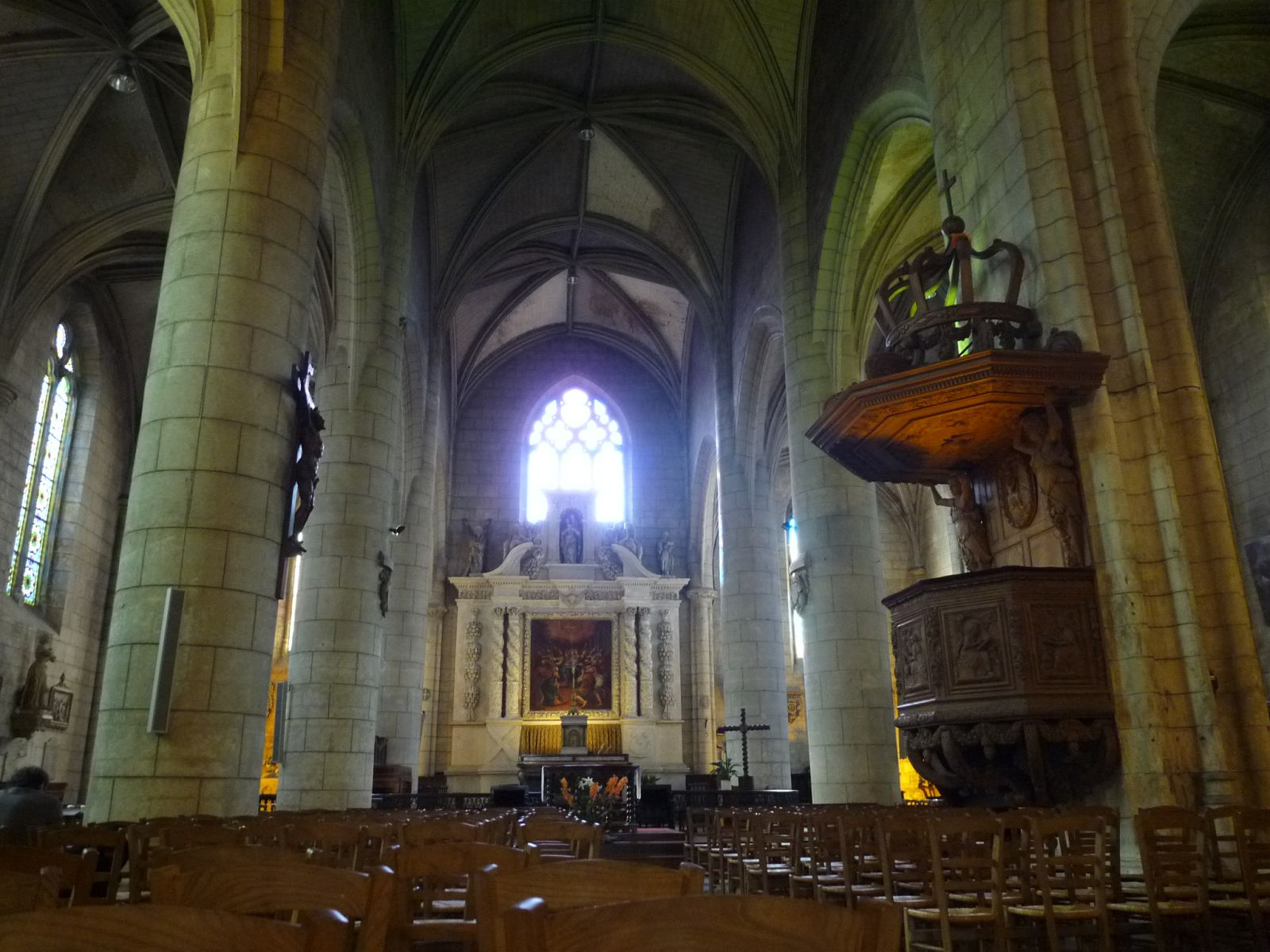
L’intérieur.
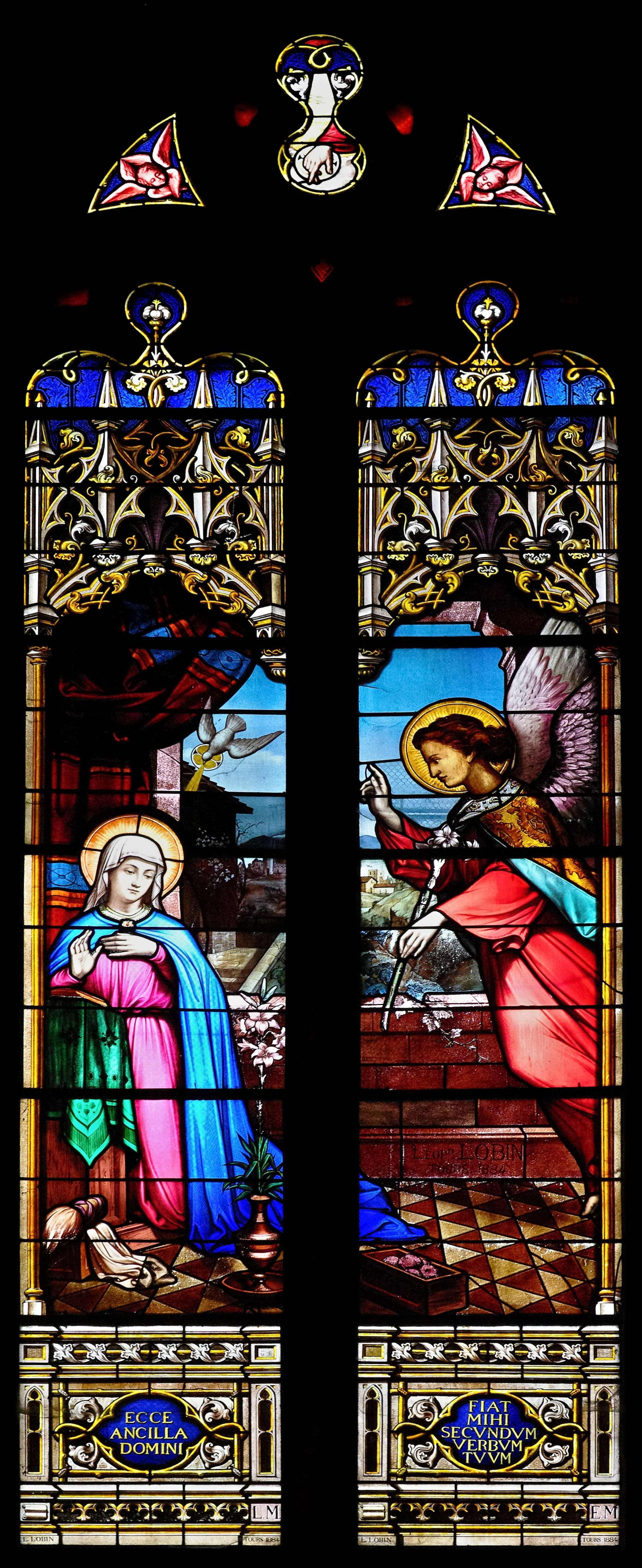
Vitrail de l'Annonciation par L.-L. Lobin.
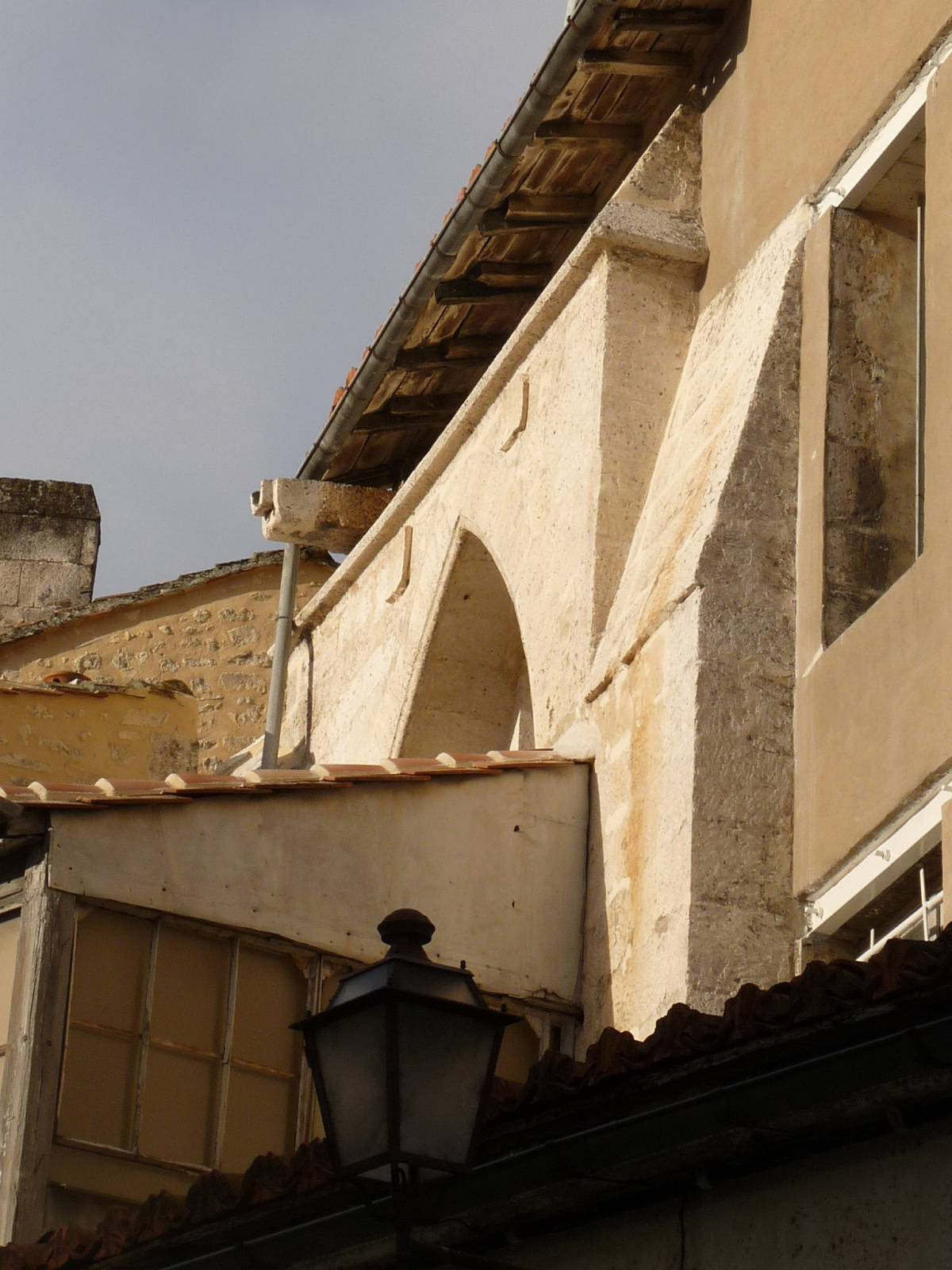
Arcade, seul vestige de l'église Saint-Paul, rue des Arceaux.
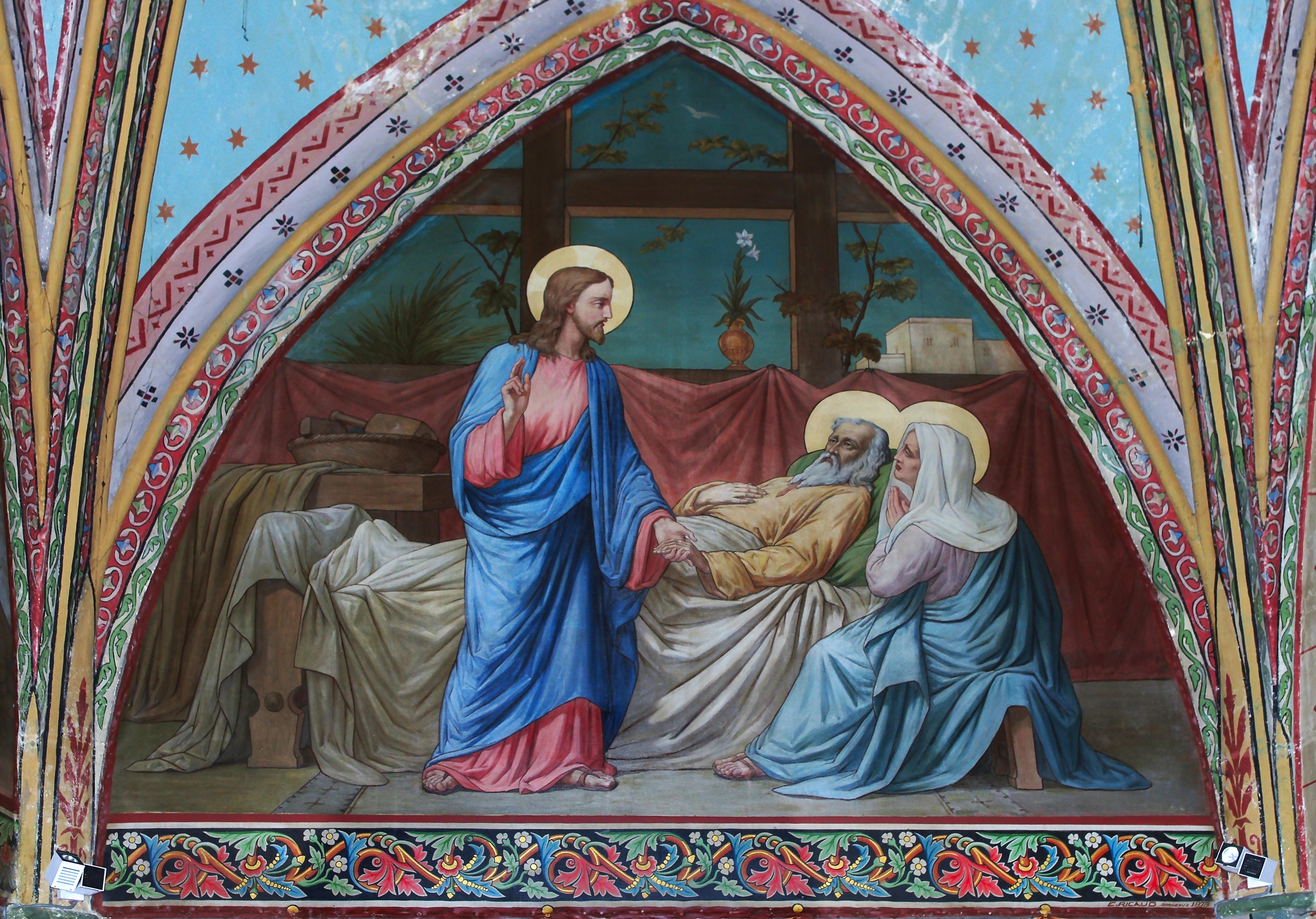
Fresque de la chapelle Saint-Joseph.
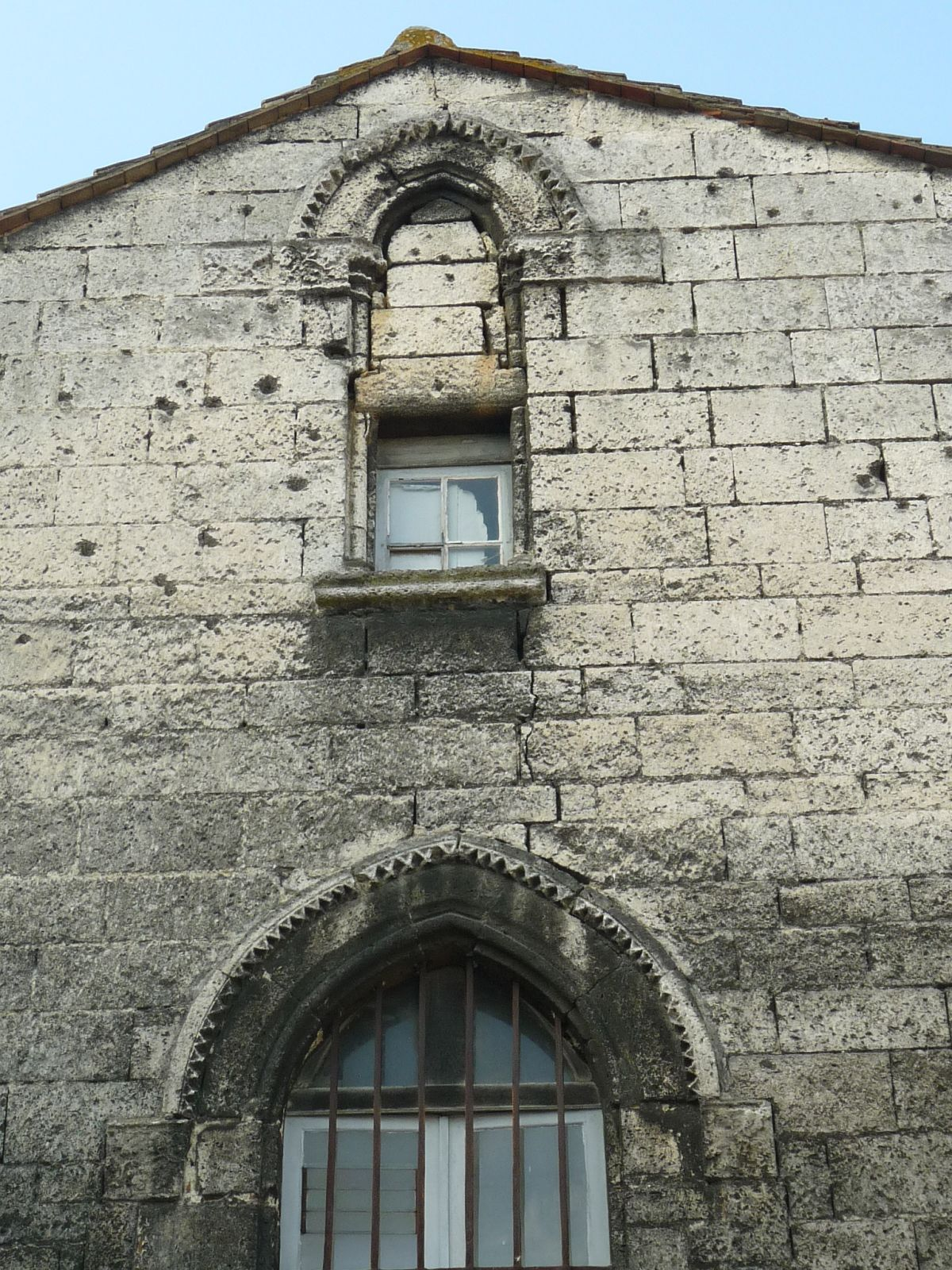
Vestiges de l'ancien palais Taillefer, en face de l'église.
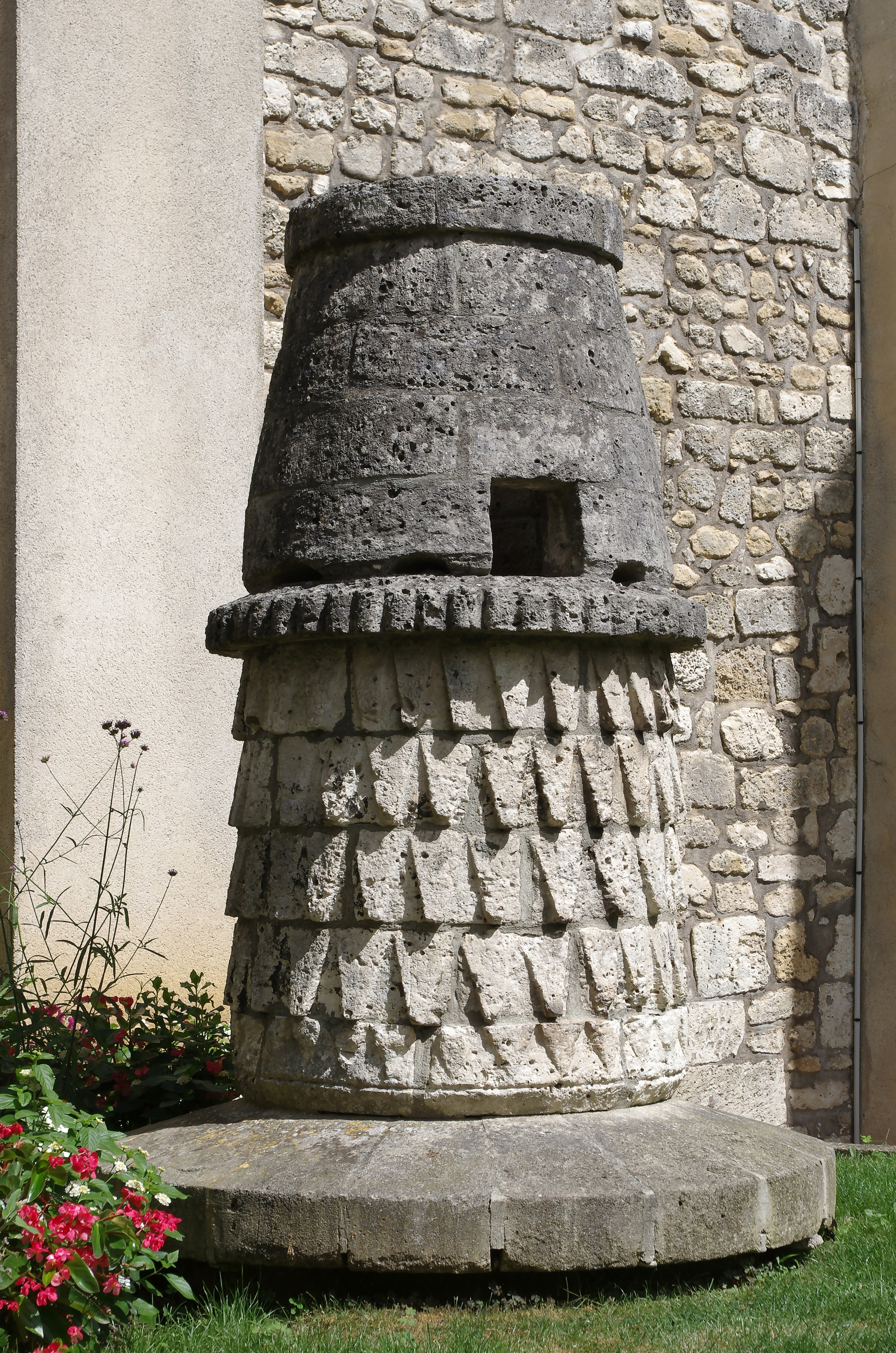
« Lanterne des Morts » du XIIe siècle.
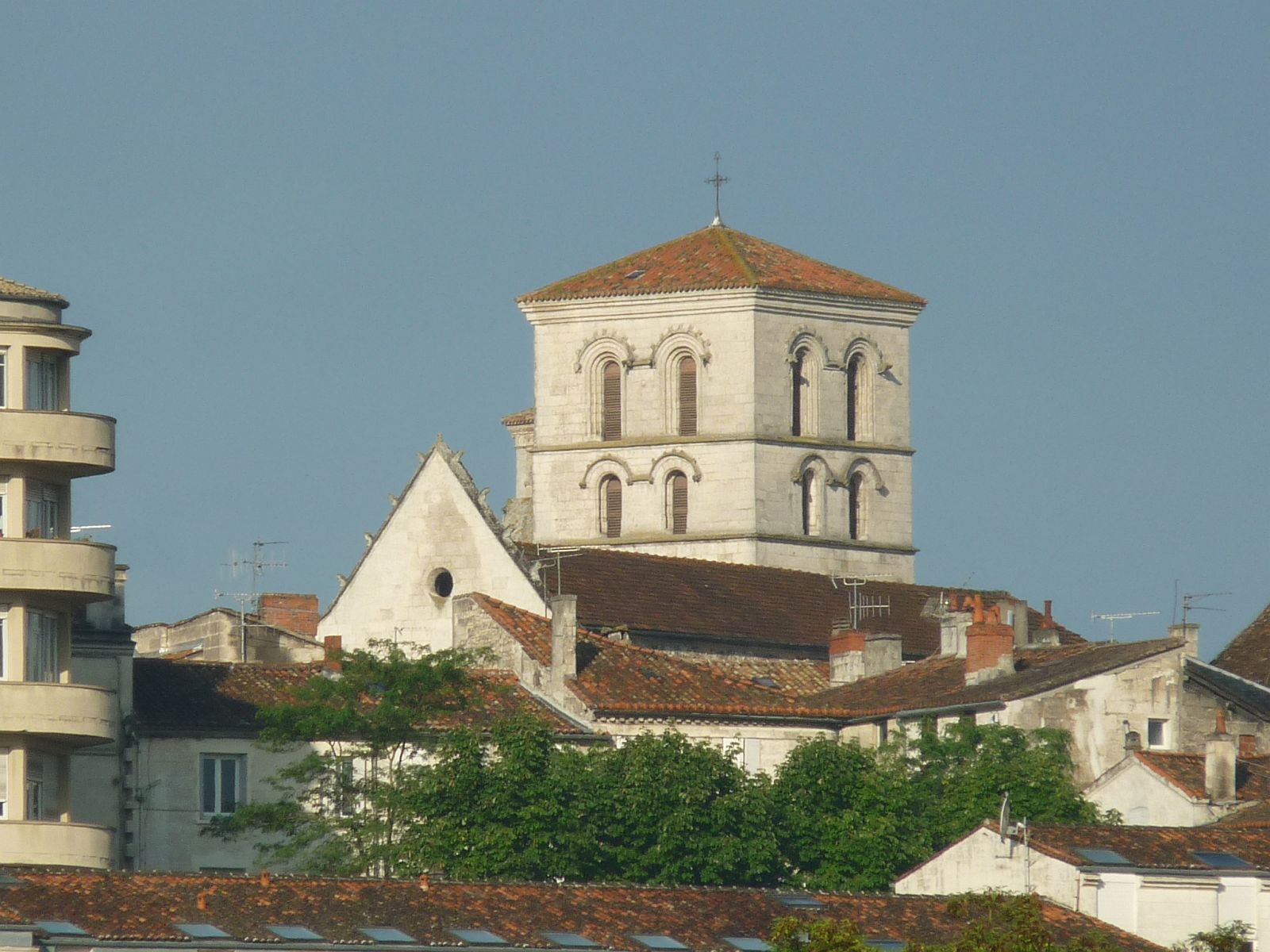
Clocher de l’église Saint-André.
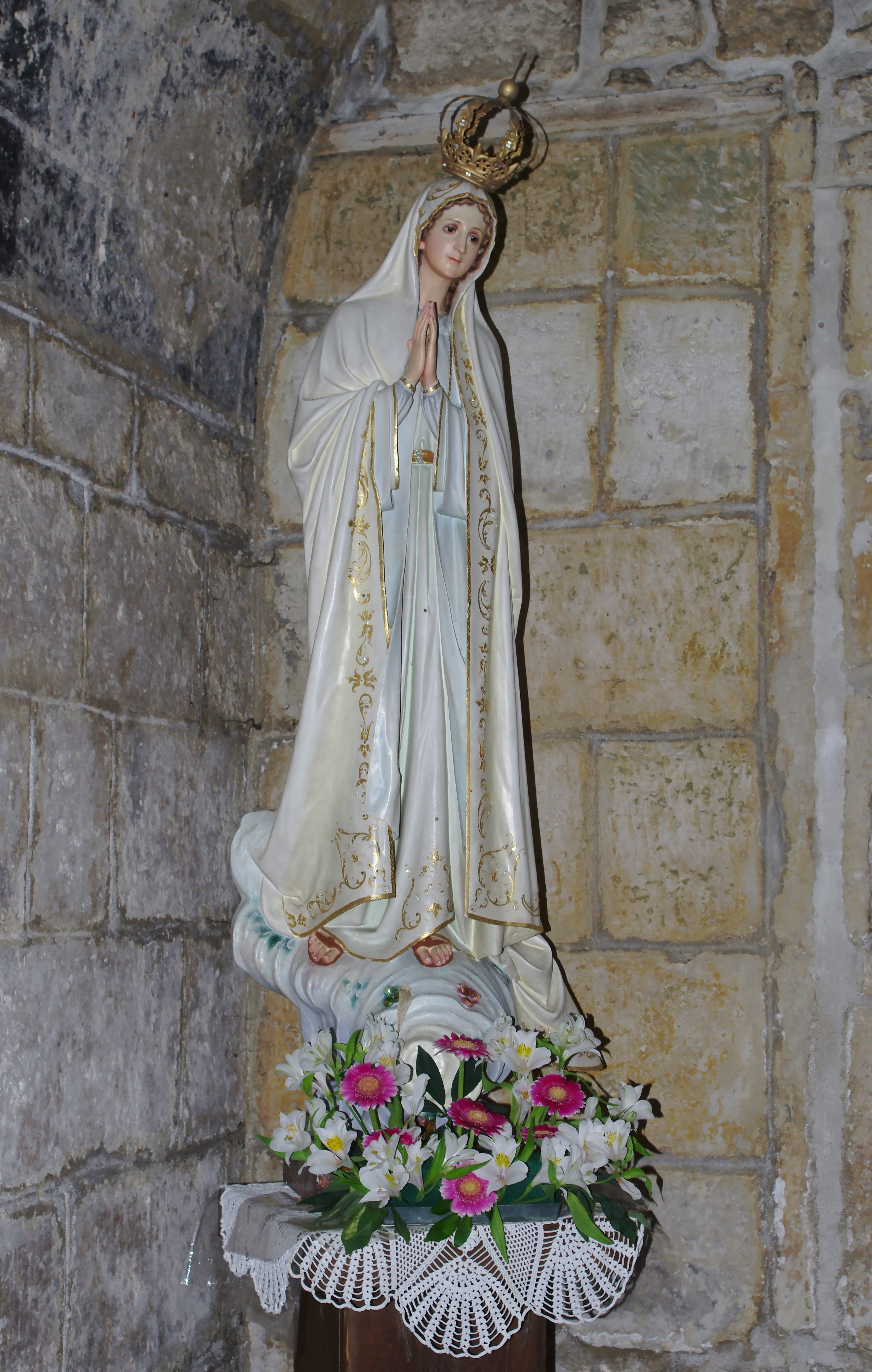
Vierge de Fatima offerte par la communauté portugaise d'Angoulême.